# 로베르트 크라니에츠
로베르트 크라니에츠(슬로베니아어: Robert Kranjec, 1981년 2월 28일 ~ )는 슬로베니아의 스키점프 선수로 2002년 동계 올림픽에서 라지힐 단체전 동메달을 획득한 슬로베니아 국가대표팀의 일원이다.